# Corrigan (Texas)
Pour les articles homonymes, voir Corrigan.
Corrigan est une ville située au nord du comté de Polk , au Texas, aux États-Unis,.

## Démographie
Lors du recensement de 2010, la ville comptait une population de 195 habitants. Elle est estimée, en 2016, à 1 587 habitants. Le comté héberge la  réserve indienne de Alabama-Coushatta, reconnue par le gouvernement fédéral.

### Source de la traduction
- (en) Cet article est partiellement ou en totalité issu de l’article de Wikipédia en anglais intitulé « Corrigan, Texas » (voir la liste des auteurs).